# Þorvaldr veili
Þorvaldr (inn) veili (fl. X secolo) è stato uno scaldo islandese vissuto alla fine del X secolo.

## Biografia
La Njáls saga racconta le circostanze della sua morte. Þorvaldr era pagano e si opponeva alla conversione al Cristianesimo. Secondo soprattutto la Ólafs saga Tryggvasonar di Snorri Sturluson, compose versi diffamatori (níð) su Þangbrandr, missionario inviato in Islanda da Óláfr Tryggvason. Quando Þangbrandr giunse in questa zona, a Grímsnes, Þorvaldr radunò un gruppo di persone con l'intenzione di ucciderlo con il suo compagno Guðleifr Arason. Ma il sacerdote fu avvertito, e fu Þorvaldr ad essere ucciso:
(The Story of Burnt Njal (98))
Mentre preparava la sua trappola, Þorvaldr aveva chiesto allo scaldo Úlfr Uggason di fornirgli assistenza contro l'"effeminato/sodomita attacco agli dei [pagani]" (argr goðvargr), ma Úlfr si rifiutò di essere coinvolto. Questa richiesta, che prese la forma di una lausavísa, è tutto quello che è sopravvissuto delle sue opere. Secondo la Háttatal di Snorri, fu anche autore di una drápa sulla storia di Sigurðr. Questa drápa era composta con una variante di skjálfhent.